# Общий доступ к рабочему столу
Общий доступ к рабочему столу, также удалённый доступ к экрану, демонстрация экрана (англ. Desktop sharing, также screen sharing) — это общее название технологий и продуктов, которые обеспечивают удаленный доступ и совместную работу на рабочем столе (экране) компьютера пользователя с помощью графического эмулятора терминала.
Наиболее распространенные варианты совместного использования рабочего стола:
- Демонстрация презентации и/или содержимого окна конкретного приложения в режиме онлайн
- Демонстрация экрана всего рабочего стола (без возможности управления)
- Удаленный вход и управление
- Сотрудничество в реальном времени

Демонстрация презентации/окна конкретного приложения или демонстрация всего рабочего стола часто используются в рамках вебинаров, дистанционного образования и т. п. курсов онлайн-обучения. Это позволяет удаленному пользователю, подключенному через сеть (например через Интернет) видеть то, что показывает ведущий или преподаватель в режиме реального времени, что создаёт эффект телеприсутствия.
Удаленный вход в систему позволяет пользователям подключаться к своему рабочему столу, находясь вдали от своего компьютера. Системы, которые поддерживают X Window System, как правило, основанные на Unix, имеют эту встроенную способность. Все версии ОС Windows, начиная с Windows 2000, имеют готовое встроенное решение для удаленного доступа, а также в форме протокола удаленного рабочего стола, а ранее — в виде NetMeeting от Microsoft.
Продукт с открытым исходным кодом VNC предоставляет кроссплатформенное решение для удаленного входа. Протокол виртуальных сетевых вычислений (VNC) даёт возможность совместного использования удаленного рабочего стола. Общий доступ к удаленному рабочему столу осуществляется по общей модели клиент / сервер. Клиент или средство просмотра VNC устанавливается на локальном компьютере, а затем подключается к сети через компонент сервера, который устанавливается на удалённом компьютере . В типичном сеансе VNC все нажатия клавиш, движения курсора и нажатие на кнопки мыши регистрируются так, как если бы клиент фактически выполнял задачи на компьютере конечного пользователя.
Недостатком вышеуказанных решений является их неспособность работать вне единой среды NAT. Ряд коммерческих продуктов преодолевает это ограничение, туннелируя трафик через промежуточные серверы.
Совместная работа в режиме реального времени является гораздо более широкой областью совместного использования рабочего стола, и в последнее время она приобрела популярность как важный компонент мультимедийных коммуникаций. Совместное использование рабочего стола, когда оно используется в сочетании с другими компонентами мультимедийных коммуникаций, такими как аудио- и видеосвязь, создает понятие виртуального пространства, где люди могут общаться и работать вместе. В более широком смысле это также называется веб-конференцией.
С увеличением числа приложений, перемещаемых с рабочего стола в облако, были разработаны новые формы мгновенного доступа к экрану и управления на основе веб-технологий в браузере (см. также WebRTC и Chrome Remote Desktop).

## Сравнение программ удалённого доступа
| Приложение                                    | Демонстрация экрана | Удалённый доступ | Обмен сообщениями | Совместный доступ | Видео-связь      | Передача файлов | Платформа/ОС                                                                                |
| --------------------------------------------- | ------------------- | ---------------- | ----------------- | ----------------- | ---------------- | --------------- | ------------------------------------------------------------------------------------------- |
| Ammyy Admin                                   | Да                  | Да               | Да                | Да                | Нет              | Да              | Windows                                                                                     |
| AnyDesk                                       | Да                  | Да               | Да                | Да                | Нет              | Да              | Android, iOS, Windows, Linux, Mac                                                           |
| BeAnywhere                                    | Да                  | Да               | Да                | Да                | Нет              | Да              | Windows, Java, Mac, Android                                                                 |
| Chrome Remote Desktop                         | Да                  | Да               | Да, см. Hangouts  | Да                | Да, см. Hangouts | Нет             | Chrome OS, Linux (beta), OS X, iOS, Windows, Android                                        |
| CloudBerry Remote Assistant от CloudBerry Lab | Да                  | Да               | Да                | Да                | Да               | Нет             | Windows                                                                                     |
| Glance                                        | Да                  | Нет              | Да                | Да                | Да               | Нет             | (No download) Windows, Mac, Linux, iPhone, Android                                          |
| Goverlan Reach                                | Да                  | Да               | Да                | Да                | Да               | Да              | Windows, Mac, Linux, iPhone, Android                                                        |
| GoToMyPC                                      | Да                  | Да               |                   | Да                |                  | Да              | Windows, Mac                                                                                |
| Google Meet                                   | Да                  | Нет              | Да                | Нет               | Да               | Да              | Android, iOS, Windows, Linux, Mac                                                           |
| HipChat                                       | Да                  | Нет              | Да                |                   | Да               | Да              | Windows, Mac, Linux, iPhone/iPad, Android                                                   |
| IBM Lotus Sametime                            | Да                  | Да               | Да                | Да                | Да               | Да              | Windows, Linux, Mac                                                                         |
| LogMeIn                                       | Да                  | Да               | Нет               | Нет               | Нет              | Да              | Windows, Mac, iPhone, iPad, Android                                                         |
| Mikogo                                        | Да                  | Да               | Да                | Да                | Да               | Да              | Windows, Mac, iPhone, iPad, Android                                                         |
| Nefsis                                        | Да                  | Да               | Да                | Да                | Да               | Да              | Windows                                                                                     |
| Netviewer                                     | Да                  | Да               | Да                | Да                | Да               | Да              | Windows, Mac                                                                                |
| NoMachine                                     | Да                  | Да               | Да                | Нет               | Нет              | Да              | Windows, Mac, Linux, Raspberry, iOS, Android                                                |
| RAdmin                                        | Да                  | Да               | Да                | Нет               | Нет              | Да              | Windows                                                                                     |
| RealVNC                                       | Да                  | Да               | Да                | Да                | Нет              | Да              | Windows, Mac, Linux, Raspberry Pi, iOS, Android, Chrome OS, Solaris, HP-UX, AIX             |
| RMS Удаленный доступ                          | Да                  | Да               | Да                | Да                | Да               | Да              | Windows, Mac, Linux, iPhone, Android                                                        |
| Skype                                         | Да                  | Да               | Да                | Нет               | Да               | Да              | Windows, Mac, (в Linux — без возможности демонстрации)                                      |
| Splashtop                                     | Да                  | Да               | Нет               | Да                | Нет              | Да              | Windows, Mac, iPhone, iPad, Android, Linux, Chrome OS, Chrome browser, FireTV, FireTV stick |
| TeamViewer                                    | Да                  | Да               | Да                | Да                | Да               | Да              | Windows, Mac, Linux, iPhone, Android                                                        |
| Techinline                                    | Да                  | Да               | Да                | Да                | Нет              | Да              | Windows                                                                                     |
| TigerVNC                                      | Да                  | Да               | Нет               | Да                | Нет              | Да              | Windows, Linux, Mac                                                                         |
| TightVNC                                      | Да                  | Да               | Нет               | Да                | Нет              | Да              | Windows                                                                                     |
| WebEx                                         | Да                  | Да               | Да                | Да                | Да               | Да              | Windows, Linux, Mac, Unix, Solaris, iPhone                                                  |
| Wire                                          | Да                  | Нет              | Да                | Нет               | Да               | Да              | Windows, Linux, Mac, Unix, iPhone, Android                                                  |
| Yuuguu                                        | Да                  | Да               | Да                | Да                |                  |                 | Windows, Linux, Mac                                                                         |
| Zoom                                          | Да                  | Да               | Да                | Да                | Да               | Да              | Android, iOS, Windows, Linux, Mac                                                           |
| Видеозвонки@Mail.ru                           | Да                  | Нет              | Да                | Нет               | Да               | Да              | Android, iOS, Windows, Linux, Mac                                                           |
| Мой ассистент                                 | Да                  | Да               | Да                | Да                | Да               | Да              | Android, iOS, Windows, Linux, Mac                                                           |
| Яндекс.Телемост                               | Да                  | Нет              | Да                | Нет               | Да               | Да              | Android, iOS, Windows, Linux, Mac                                                           |